# Nati nel 1904/Maggio
| Questa pagina contiene informazioni ricavate automaticamente dalle voci biografiche con l'ausilio del template Bio e di un bot. L'aggiornamento è periodico e automatico e ricostruisce completamente la pagina. Se manca una persona in questa lista, sei pregato di non aggiungerla, ma accertati piuttosto che la sua voce biografica contenga il template Bio e che i dati anagrafici siano correttamente compilati. Se il template Bio manca, inseriscilo tu stesso o, in alternativa, metti l'avviso {{tmp\|Bio}} che ne segnala la mancanza. Se i dati riportati sono sbagliati, correggi direttamente la voce biografica; le modifiche saranno visibili in questa lista entro pochi giorni. Per chiarimenti vedi il progetto biografie. La lista contiene solo le 145 persone che sono citate nell'enciclopedia e per le quali è stato implementato correttamente il template Bio. Pagina aggiornata al 2 ago 2025. |

- 1º maggio - Mario Gelada, calciatore italiano
- 1º maggio - Nicolae Goldberger, politico rumeno († 1970)
- 1º maggio - Anton Janda, calciatore austriaco († 1985)
- 1º maggio - Joël de Oliveira Monteiro, calciatore brasiliano († 1990)
- 1º maggio - Lucia Pamela, cantante e musicista statunitense († 2002)
- 2 maggio - Bruno Bianchi, velista italiano († 1988)
- 2 maggio - Orlando Bocchi, calciatore italiano († 1932)
- 2 maggio - Bill Brandt, fotografo britannico († 1983)
- 2 maggio - Attilio da Empoli, economista italiano († 1948)
- 2 maggio - Maurice Estève, pittore francese († 2001)
- 2 maggio - Lajos Homonnai, pallanuotista ungherese
- 3 maggio - Mario Carità, poliziotto, criminale di guerra e militare italiano († 1945)
- 3 maggio - William L. Hendricks, militare e produttore cinematografico statunitense († 1992)
- 4 maggio - Adele Bei, sindacalista e politica italiana († 1976)
- 4 maggio - Antonio Buenaventura, musicista e militare filippino († 1996)
- 4 maggio - Joaquín García-Morato, militare e aviatore spagnolo († 1939)
- 4 maggio - Adolfo Mandosso, calciatore italiano († 1980)
- 4 maggio - Josef Pieper, filosofo tedesco († 1997)
- 4 maggio - Pere Pruna, pittore spagnolo († 1977)
- 4 maggio - Bruno Wolke, ciclista su strada tedesco († 1973)
- 4 maggio - Umm Kulthum, cantante, musicista e attrice egiziana († 1975)
- 5 maggio - Giuseppe Fiorelli, paroliere e compositore italiano († 1960)
- 5 maggio - Riccardo Forte, giornalista italiano († 1993)
- 5 maggio - Alston Scott Householder, matematico statunitense († 1993)
- 5 maggio - Gordon Richards, fantino inglese († 1988)
- 5 maggio - Mario Ridolfi, architetto italiano († 1984)
- 6 maggio - Raymond Bailey, attore statunitense († 1980)
- 6 maggio - Luigi Cusano, calciatore italiano
- 6 maggio - Moshé Feldenkrais, fisico, ingegnere e judoka sovietico († 1984)
- 6 maggio - Max Mallowan, archeologo britannico († 1978)
- 6 maggio - Harry Martinson, scrittore e poeta svedese († 1978)
- 6 maggio - Renzo Minoli, schermidore italiano († 1965)
- 6 maggio - Robaldo Morozzo della Rocca, architetto italiano († 1993)
- 6 maggio - Raoul Puhali, architetto e ingegnere italiano († 1980)
- 6 maggio - Montgomery Tully, regista e sceneggiatore irlandese († 1988)
- 7 maggio - Elisabeth Grasser, schermitrice austriaca († 2002)
- 7 maggio - Julien Grujon, ciclista su strada francese († 1976)
- 7 maggio - Val Lewton, produttore cinematografico russo († 1951)
- 7 maggio - Kurt Weitzmann, storico dell'arte tedesco († 1993)
- 8 maggio - Italo Ariata, politico italiano
- 8 maggio - Giacomo Bertolio, arbitro di calcio italiano († 1967)
- 8 maggio - Boris Livanov, attore sovietico († 1972)
- 8 maggio - Ignazio Lucibello, pittore italiano († 1970)
- 9 maggio - Gregory Bateson, antropologo, sociologo e psicologo britannico († 1980)
- 9 maggio - David MacDonald, regista, sceneggiatore e produttore cinematografico britannico († 1983)
- 9 maggio - Sestilio Matteocci, militare italiano († 1940)
- 9 maggio - Lorenzo Niccolai, calciatore italiano († 1978)
- 9 maggio - Stefano Oxilia, calciatore italiano († 1956)
- 9 maggio - Grete Stern, fotografa tedesca († 1999)
- 9 maggio - Gösta Stoltz, scacchista svedese († 1963)
- 9 maggio - Gaetano Ziliani, calciatore italiano († 1955)
- 10 maggio - David Brown, imprenditore britannico († 1993)
- 10 maggio - André Curvale, aviatore e militare francese († 1973)
- 10 maggio - Karl August Fink, presbitero e teologo tedesco († 1983)
- 10 maggio - Leonid Nikolaev, attivista russo († 1934)
- 10 maggio - Kurt Sucksdorff, hockeista su ghiaccio svedese († 1960)
- 11 maggio - Salvador Dalí, pittore, scultore e scrittore spagnolo († 1989)
- 11 maggio - Hans Lion, schermidore austriaco († 1969)
- 11 maggio - Mariano Yurrita, calciatore spagnolo († 1976)
- 12 maggio - Aleksandr Chanov, attore sovietico († 1983)
- 12 maggio - Raymond Lopez, architetto e urbanista francese († 1966)
- 13 maggio - Pepín Bello, scrittore spagnolo († 2008)
- 13 maggio - Ernest Henry, nuotatore australiano († 1998)
- 13 maggio - Giovanni Mandrino, calciatore italiano
- 13 maggio - Uberto Pallastrelli, pittore italiano († 1991)
- 13 maggio - Chishū Ryū, attore giapponese († 1993)
- 13 maggio - Edoardo Severgnini, pistard e ciclista su strada italiano († 1969)
- 14 maggio - Valentino Crosta, calciatore italiano
- 14 maggio - Alberto Dominutti, giavellottista e discobolo italiano
- 14 maggio - Hans Albert Einstein, ingegnere svizzero († 1973)
- 14 maggio - Katharine Elizabeth McBride, psicologa statunitense († 1976)
- 14 maggio - Lola Todd, attrice statunitense († 1995)
- 15 maggio - Gustaf Adolf Boltenstern Jr., cavaliere svedese († 1995)
- 15 maggio - Mario Bonfantini, scrittore, critico letterario e sceneggiatore italiano († 1978)
- 15 maggio - Antonello Gerbi, storico e economista italiano († 1976)
- 15 maggio - Paul D. Harkins, generale statunitense († 1984)
- 16 maggio - Félix Morlion, presbitero belga († 1987)
- 16 maggio - Hugh Plaxton, hockeista su ghiaccio canadese († 1982)
- 16 maggio - Bruno Sorich, canottiere italiano († 1942)
- 17 maggio - Warren B. Duff, sceneggiatore e produttore cinematografico statunitense († 1973)
- 17 maggio - Jean Gabin, attore francese († 1976)
- 17 maggio - Charles Hapgood, storico statunitense († 1982)
- 18 maggio - Samson Fainsilber, attore e cantante francese († 1983)
- 18 maggio - Art Landy, animatore statunitense († 1977)
- 18 maggio - François Marty, cardinale e arcivescovo cattolico francese († 1994)
- 18 maggio - Herbert Spiegelberg, filosofo statunitense († 1990)
- 19 maggio - Nella Maria Bonora, attrice e doppiatrice italiana († 1990)
- 19 maggio - Daniel Guérin, storico e politico francese († 1988)
- 19 maggio - Giovanni Battista Melis, politico italiano († 1976)
- 19 maggio - Sven Thofelt, pentatleta e schermidore svedese († 1993)
- 19 maggio - Leopoldo Bernardo di Lippe, principe tedesco († 1965)
- 19 maggio - Şehzade Mehmed Şerafeddin, principe ottomano († 1966)
- 20 maggio - Margery Allingham, scrittrice inglese († 1966)
- 20 maggio - Edmondo Di Pillo, partigiano italiano († 1944)
- 20 maggio - Darwin LeOra Teilhet, scrittore statunitense († 1964)
- 20 maggio - Edouard Trebaol, attore statunitense († 1935)
- 21 maggio - James Crawford, calciatore scozzese († 1976)
- 21 maggio - Robert Montgomery, attore, regista e produttore cinematografico statunitense († 1981)
- 21 maggio - Fats Waller, pianista, compositore e cantante statunitense († 1943)
- 22 maggio - Pierino Gabetti, sollevatore italiano († 1971)
- 22 maggio - Pёtr Sobolevskij, attore sovietico († 1977)
- 22 maggio - Anne de Vries, scrittore e insegnante olandese († 1964)
- 23 maggio - Giovanni Carlo Anselmetti, imprenditore e politico italiano († 1964)
- 23 maggio - Libby Holman, cantante e attrice statunitense († 1971)
- 23 maggio - Giuseppe Izzo, generale italiano († 1983)
- 23 maggio - Antonio Macrì, mafioso italiano († 1975)
- 23 maggio - Felice Martinelli, calciatore svizzero
- 23 maggio - Karl Seitz, pallanuotista austriaco († 1990)
- 23 maggio - Wang Ming, politico cinese († 1974)
- 24 maggio - Enrico Lattes, architetto italiano († 1934)
- 24 maggio - Chūhei Nanbu, triplista e lunghista giapponese († 1997)
- 24 maggio - Elisabetta di Grecia, principessa greca († 1955)
- 25 maggio - Humbert-Louis Bonardelly, cestista svizzero († 1977)
- 25 maggio - Eske Brun, politico danese († 1987)
- 25 maggio - Orla Jørgensen, ciclista su strada danese († 1947)
- 25 maggio - Arturo Reverberi, calciatore italiano († 1963)
- 25 maggio - Umberto Scarpelli, regista e sceneggiatore italiano († 1980)
- 25 maggio - Marcel Thil, pugile francese († 1968)
- 25 maggio - Lizzi Waldmüller, cantante e attrice austriaca († 1945)
- 26 maggio - Vincent Alo, mafioso statunitense († 2001)
- 26 maggio - Mario Ferraris, calciatore italiano († 1986)
- 26 maggio - George Formby, attore e cantautore britannico († 1961)
- 26 maggio - Vlado Perlemuter, pianista lituano († 2002)
- 27 maggio - John C. Bailar Jr., chimico statunitense († 1991)
- 27 maggio - Gabriella Bemporad, saggista e traduttrice italiana († 1999)
- 27 maggio - Mildred Breedlove, poetessa statunitense († 1994)
- 27 maggio - Tarcisio Fusco, compositore, direttore d'orchestra e pianista italiano († 1962)
- 27 maggio - Ernst von Hohenberg, nobile austriaco († 1954)
- 27 maggio - Vladimir Grigor'evič Legošin, regista cinematografico sovietico († 1954)
- 27 maggio - Hōzō Nakajima, regista giapponese
- 28 maggio - Giuseppe Gobbato, marciatore italiano († 1990)
- 28 maggio - Walter Ritter von Baeyer, psichiatra tedesco († 1987)
- 28 maggio - Alfredo Sánchez, calciatore messicano
- 29 maggio - Abu Bakar di Pahang, sovrano malese († 1974)
- 29 maggio - Luisa Becherucci, storica dell'arte e museologa italiana († 1988)
- 29 maggio - Don Brodie, attore statunitense († 2001)
- 29 maggio - Grigorij Romanovič Ginzburg, pianista russo († 1961)
- 29 maggio - Robert Juranic, calciatore austriaco († 1973)
- 29 maggio - Gregg Toland, direttore della fotografia e regista statunitense († 1948)
- 30 maggio - Mario Costa, regista italiano († 1995)
- 30 maggio - Solly Zuckerman, barone Zuckerman, biologo britannico († 1993)
- 30 maggio - Ernesto de la Guardia, economista, politico e diplomatico panamense († 1983)
- 31 maggio - Pierre Ganne, presbitero, teologo e filosofo francese († 1979)
- 31 maggio - Otto Hardwick, sassofonista statunitense († 1970)
- 31 maggio - Nancy Welford, attrice statunitense († 1991)